# بمب‌گذاری‌های ۷ ژوئیه ۲۰۰۵ لندن
بمب‌گذاری‌های ۷ ژوئیهٔ ۲۰۰۵ (۱۶ تیر ۱۳۸۴) که اغلب با عنوان ۷/۷ از آن یاد می‌شود، مجموعه‌ای هماهنگ از حملات انتحاری تروریسم اسلامی در لندن، انگلستان با هدف مسافران عادی در سیستم حمل و نقل شهر در ساعات شلوغی صبح بودند.

## رخداد
در ۷ ژوئیهٔ ۲۰۰۵ چهار تروریست به صورت جداگانه ۳ بمب دست‌ساز را به دنبال هم در داخل قطارهای متروی لندن در سراسر شهر و سپس چهارمین بمب را در یک اتوبوس دوطبقه در تویستاک اسکویر منفجر کردند. بمب‌گذاری‌های قطار در خط سیرکل نزدیک به ایستگاه متروی آلدگیت و در ایستگاه متروی خیابان اجور و در خط پیکدیلی نزدیک به ایستگاه متروی میدان راسل رخ دادند.
جدا از بمب‌گذارها، ۵۲ شهروند بریتانیا با ۱۸ ملیت متفاوت کشته شدند و بیش از ۷۰۰ نفر نیز در این حملات زخمی شدند که منجر به تبدیل شدن این حادثه به مرگبارترین حادثهٔ تروریستی بریتانیا پس از بمب‌گذاری پرواز شماره ۱۰۳ پان‌آم سال ۱۹۸۸ در لاکربی، اسکاتلند و همچنین مرگبارترین حادثهٔ انگلستان پس از جنگ جهانی دوم و نیز نخستین حملهٔ انتحاری اسلامی این کشور گردید.
این انفجارها به‌وسیلهٔ دستگاه انفجاری ابداعی پروکسید استون که در کوله‌پشتی‌ها جایگذاری شده بودند، به وقوع پیوست.
القاعده مسئولیت حملات لندن را به‌عهده گرفت. این حمله همزمان با برگزاری اجلاس گروه ۸ و در شرایطی که تونی بلر نخست‌وزیر بریتانیا در لندن نبود، اتفاق افتاد.

## واکنش‌ها

### داخلی
- الیزابت دوم ملکهٔ بریتانیا: حوادث وحشتناک صبح امروز در لندن همه ما را عمیقاً بهت‌زده کرده‌است. من با همهٔ افرادی که به نوعی از این حوادث متأثر شده‌اند و همچنین خانوادهٔ کشته‌شدگان و مجروحان همدردی می‌کنم و مطمئنم که همهٔ مردم بریتانیا در این همدردی با من شریک هستند. من مسئولان و کارکنان خدمات اورژانس را به خاطر تلاش آنان در امدادرسانی می‌ستایم.
- تونی بلر نخست‌وزیر بریتانیا: هدف از این بمبگذاری نه فقط حمله به بریتانیا بلکه حمله‌ای به همهٔ کشورهای عضو گروه هشت و مردم جوامع متمدن بوده‌است.

### کشورها
- جرج دابلیو. بوش رئیس‌جمهور  آمریکا: مسببان این حملات از ایدئولوژی تنفر پیروی می‌کنند اما شکست خواهند خورد.
- گرهارد شرودر صدراعظم آلمان بمبگذاری‌ها را حملاتی خائنانه توصیف کرد.
- ژاک شیراک رئیس‌جمهور فرانسه در پی این حادثه همبستگی کامل کشورش با را مردم بریتانیا اعلام کرد.
- ولادیمیر پوتین رئیس‌جمهور روسیه همهٔ کشورها را ترغیب کرد در مبارزه علیه تروریسم بین‌المللی متحد شوند.[۳]
- حمیدرضا آصفی سخنگوی وزارت خارجهٔ ایران این انفجارها را اقدامی تروریستی خواند و توسل به خشونت را برای رسیدن به اهداف، شیوه‌ای ناپسند معرفی کرد.[۴]